# Église Notre-Dame-de-Guadalupe de Montréal
Pour les articles homonymes, voir église Notre-Dame-de-Guadalupe.
L’église Sainte-Marguerite-Marie-Alacoque, appelée aujourd'hui la Mission Catholique Notre-Dame-de-Guadalupe en l'honneur de Notre-Dame de Guadalupe, est une église située à Montréal dans la province de Québec au Canada. 
L’église porte le titre de « centième clocher de Montréal » car la paroisse, en incluant les chapelles et les églises conventuelles, a été le centième lieu de culte ouvert au public sur le territoire Montréalais. Donc il ne s’agit pas de la centième paroisse de Montréal mais plutôt du centième temple catholique romain de l'île de Montréal.

## Description de l’église
L’église Sainte-Marguerite-Marie-Alacoque, ou la Mission Guadalupe a certains éléments qui rappellent le style néo-classique, est située au 1969 de la rue Ontario est, au coin de la rue Bordeaux, dans le secteur est de l'arrondissement Ville-Marie. Elle fut bâtie au début du XXe siècle (entre 1923 et 1926) près de l'entrée du pont Jacques-Cartier.
La façade principale ainsi que les murs de l’édifice sont faits de briques. Une partie des vitraux ont été réalisés par la compagnie française Rault et Frères. Son orgue a été fabriqué en 1925, par la Compagnie d’Orgues Canadiennes.

## Histoire de la Paroisse

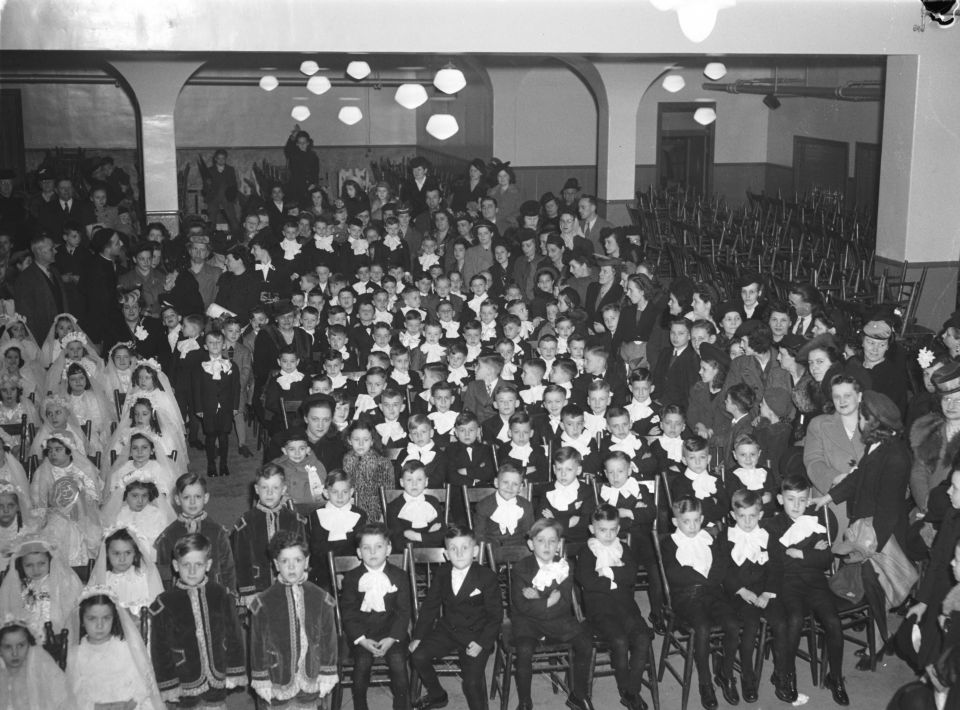
Première communion, sous-sol de l'église, 1946

Le 22 février 1923, l'abbé J. Arthur Graton, le premier prêtre de la paroisse, décide d’établir son église au centre de la rue Ontario. Sa construction est confiée aux architectes Ernest Cormier et Emmanuel-Arthur Doucet. Le 24 août de la même année, on procède à la bénédiction de la première pierre. L’église est inaugurée dès le 13 décembre 1925 mais n'est complétée qu'en 1926, après que son intérieur soit terminé. 
En 1948, pour célébrer le vingt-cinquième anniversaire de l’église, on fait installer un tableau représentant sainte Marguerite Alacoque pour rappeler l’ancien nom de l’église : Sainte-Marguerite-Marie-Alacoque.Le cardinal Jean Claude Turcotte fut baptisé à cette église.  
L’église fut fermée entre 1991 et 1992 pour faire place à une église latino-américaine dédiée à Notre-Dame de Guadalupe. Aujourd'hui, la Mission Guadalupe est toujours une église catholique romaine érigée par le Vatican et le diocèse de Montréal. Une moyenne de 2 000 personnes fréquentent la Mission chaque semaine, surtout lors de la messe du dimanche. La Mission est devenue un centre important pour les latino-américains de Montréal.

## Les Groupes de la Mission Guadalupe
Plus d'une vingtaine de groupes œuvrent au sein de l’église Notre-Dame-de-Guadalupe.
- Le premier groupe est le conseil d'administration. C'est un groupe de personnes chargé de diriger la Mission Guadalupe (avec ses horaires, activités de financement (dépenses : chauffage, électricité, taxes foncières; et revenus). Il propose ainsi différents projets relatifs à sa mission concernant l’église.
- Les servants de messe sont des personnes qui manifestent leur foi en assistant le prêtre lors de la célébration de la messe.
- L'équipe de liturgie est un groupe qui prépare les lectures pour la messe, rédige des intentions et collabore à la divulgation de la Parole pendant la célébration de la messe.
- L'église compte avec un groupe d'évangélisation (Encuentros Cristianos, fondé en 1996) qui réalise une retraite de ressourcement spirituel une fois par année dans le début du mois de novembre.
- Les Amis de Jésus, est un groupe de formation spirituelle pour les enfants de 8 à 11 ans appuyé par les parents.
- L’église accueille chaque mercredi une équipe de soutien alimentaire pour aider les familles ou les personnes dans le besoin.
- Le groupe de pastorale offre un soutien religieux à domicile aux malades : La Sainte Communion, l'Onction aux malades, le Sacrement de la réconciliation (ce dernier par le prêtre).
- Le groupe de catéchèse dont l'objectif principal est de préparer enfants, jeunes et adultes (avec l'active participation des parents) à recevoir les sacrements : baptême, première communion et confirmation.
- Le groupe des jeunes de la Guadalupe fait des activités, projets et jeux en relation avec la foi et la religion.
- L’église compte aussi avec quatre fraternités, La "Hermandad del Señor de los Milagros", La "Hermandad de San Martín de Porres","La Hermandad de San Judas Tadeo" et la "Fraternidad del Divino Salvador del Mundo".
- Elle compte aussi avec quatre groupes de chorals.
- L’église a aussi trois groupes de Prière Charismatique, le groupe El Rosario, Mariano y Guadalupe.
- Le responsable de la paroisse Prêtre Percy Diaz, cmf.